# Pilocrocis leucochasma
Pilocrocis leucochasma là một loài bướm đêm trong họ Crambidae.